# Linguistique comparée
- Afro-asiatiques
- Nigéro-congolaises
- Nilo-sahariennes
- Khoïsan
- Indo-européennes
- Caucasiennes
- Altaïques
- Ouraliennes
- Dravidiennes
- Sino-tibétaines
- Austroasiatiques
- Austronésiennes
- Pama-nyungan
- Papoues
- Tai-Kadai
- Amérindiennes
- Na-dené
- Eskimo-aléoutes
- Isolat

La linguistique comparée (ou encore linguistique comparative, linguistique historique ou grammaire comparée) est une discipline de la linguistique qui étudie l'histoire et l'évolution des langues (prises individuellement) ou des familles de langues. C'est une discipline éminemment diachronique, notamment lorsqu'il s'agit de classifier les langues, mais l'aspect synchronique est également à considérer lorsqu'il s'agit de comparer deux langues ou plus, à une époque précise, d'un point de vue purement grammatical. La linguistique comparée procède de la philologie, terme qui, parfois, doit être compris comme un synonyme bien que les deux disciplines soient différentes : la philologie s'intéresse principalement aux textes écrits, tandis que la linguistique s'attache au langage parlé.

## Méthode de travail
La principale méthode de travail repose sur la comparaison, entre les différents états d'une même langue ou entre des langues différentes mais issues d'un même ancêtre. Elle permet, en relevant des concordances régulières phonétiques, syntaxiques et, plus rarement, sémantiques, d'établir des parentés entre les langues. Elle a donc comme premier objet d'étude les similarités formelles révélées par ces comparaisons. C'est la linguistique comparée qui permet donc d'établir l'existence des familles de langues qu'on dit alors liées par des relations génétiques ; elle étudie ainsi : 
- comment une langue-mère donne naissance à ses langues-filles ;
- la nature des liens entre la langue-mère (parfois disparue) et les langues-filles ;
- les innovations et les similarités qui subsistent entre les langues-filles elles-mêmes, etc.

Par exemple, elle permet de savoir que bien que d'apparence très proches (par l'écriture et le lexique), deux langues comme l'arabe et le persan n'ont aucun lien de parenté, mais que ce dernier est de la même grande famille que le français ou encore, plus lointainement, l'islandais.
Elle s'intéresse donc avant tout aux évolutions connues par ces langues au cours de leur histoire, qu'elles soient sémantiques, phonétiques, phonologiques, lexicales, syntaxiques, etc. La branche la plus importante de la linguistique comparée est cependant la phonétique historique, seule discipline portant sur des évolutions que l'on peut décrire de manière formelle et objective et seule encore permettant d'affirmer qu'un mot B provient bien d'un mot A ou que des mots B, C et D sont tous dérivés d'un étymon commun A et sont donc liés historiquement. L'étymologie est, en sorte, le résultat d'une démarche comparative : c'est par une telle démarche qu'il faut passer pour savoir qu'un mot français comme legs ne vient pas, malgré la graphie fautive due à l'étymologie populaire, de léguer mais de laisser. La reconstitution d'étymons à l'origine de mots tirés de différentes langues-sœurs, quant à elle, demande une démarche comparative encore plus forte. Il faut en effet trouver le signifié originel d'un terme à partir de ses résultats dans les langues en question, signifié originel qui, en se transmettant dans des langues dont l'évolution est autonome (et l'on sait que l'évolution sémantique ne suit aucune règle précise), a pu se modifier dans des proportions importantes.

## Histoire

### Genèse: la grammaire comparée des langues indo-européennes
Si l'existence d'une origine commune à plusieurs des langues alors parlées en Europe est proposée dès 1647 par le linguiste néerlandais Marcus Zuerius van Boxhorn, c'est l'anglais William Jones, initiateur des études sanskrites, qui en 1786 remarque des similitudes importantes, qui ne sont pas imputables au hasard, entre le sanskrit, le grec ancien et le latin. Les explorateurs de ce nouveau champ de recherches sont principalement allemands. Friedrich von Schlegel utilise l'analyse morphologique pour établir les liens de parenté entre les langues, et crée le terme de grammaire comparée. Dans le même temps, Jacob Grimm établit la première loi phonétique, qui porte son nom, pour expliquer la première mutation consonantique germanique. Au Danemark, Rasmus Rask compare l'islandais au grec, au latin, et aux langues baltes et slaves ; il établit ainsi des correspondances phonétiques qui démontrent la parenté de ces langues. C'est Franz Bopp qui définit le champ de la grammaire comparée : il décrit la langue comme un « organisme vivant » qui naît, se développe, puis se dégrade ; il cherche à établir une langue-mère, commune à toutes les langues indo-européennes, qu'il identifie au sanskrit, ou bien qui en est, selon lui, très proche. Progressivement, au cours du XIXe siècle, sont adjoints à ces langues le persan, les langues celtiques, l'arménien et l'albanais.
La linguistique historique naît avec August Schleicher, qui s'inspire de la méthodologie de Charles Darwin concernant l'évolution. Au-delà de la comparaison entre langues proches, il cherche à établir l'indo-européen comme langue-mère (Ursprache) ; il introduit en linguistique le schéma en forme d'arbre généalogique.
Au début du XXe siècle, le hittite et le tokharien (langues toutes deux éteintes) sont ajoutés à la famille des langues indo-européennes.

## Applications et familles de langues
Parmi les principales familles de langues étudiées par la linguistique comparée, on peut citer les langues indo-européennes, afro-asiatiques, sino-tibétaines, nigéro-congolaises ou encore austronésiennes, qui forment de très vastes familles, respectivement environ 40%, 5%, 20%, 5% et 5% de la population mondiale. La linguistique comparée des langues indo-européennes est, de loin, la plus développée.
Outre l'établissement de familles de langues, la linguistique comparée permet surtout la reconstruction d'une langue-mère préhistorique (c'est-à-dire non attestée directement par des registres écrits) au moyen des traces similaires qu'elle a laissées dans ses langues-filles historiques. La méthode de reconstruction autorise à reconstituer beaucoup d'éléments des langues ancêtres lointaines telle que l'indo-européen ou le chinois archaïque. La reconstruction des langues-mères permet de confirmer l'existence des familles de langues, et inversement, car les deux objets d'étude en question sont intrinsèquement liés.
Le postulat principal de la reconstruction de langues anciennes est le suivant : si l'on retrouve par comparaison une caractéristique donnée (lexicale, morphologique, phonologique, etc.) dans des langues génétiquement liées A, B, et C, il est probable que cette caractéristique ne soit pas une coïncidence, mais qu'elle soit une trace retenue de la langue-mère en A, B et C. C'est par le recoupement de toutes ces caractéristiques partagées que l'on peut obtenir une image lointaine de la langue-mère, le grand nombre de points communs permettant de rejeter la possibilité d'une stricte coïncidence, comme les mots faussement apparentés.

## Linguistes spécialistes en linguistique comparée
(Liste non exhaustive)
- Graziadio Isaia Ascoli
- Kurt Baldinger
- Émile Benveniste
- Franz Bopp
- Karl Brugmann
- Eugène Burnouf
- Albert Cuny
- Georg Curtius
- Georges Dumézil
- Hermann Günther Grassmann
- Jacob Grimm
- Louis Hjelmslev
- William Jones
- Adalbert Kuhn
- Jerzy Kuryłowicz
- August Leskien
- Antoine Meillet
- Hermann Møller
- Michel Morvan
- Friedrich Max Müller
- Holger Pedersen
- Adolphe Pictet
- August Friedrich Pott
- Rasmus Rask
- Merritt Ruhlen
- Ferdinand de Saussure
- August Schleicher
- Johannes Schmidt
- Karl Verner
- Marcus Zuerius van Boxhorn

### Revue spécialisée
- Revue Faits de langues (13 numéros en ligne en 2012 avec persée, soit 352 contributions éditées de 1993 à 1999), sur la diversité des langues et des points de vue, avec numéros thématiques et généraux alternés.